# Classic Grand Besançon Doubs 2023
De 3e editie van de wielerwedstrijd Classic Grand Besançon Doubs vond plaats op 14 april 2023. Deze editie werd gewonnen door de Fransman Victor Lafay. Zijn landgenoot Lenny Martinez eindigde als tweede. De Spanjaard Roger Adrià kwam als derde over de eindstreep. De race was onderdeel van de UCI Europe Tour. 
Lafay is de eerste Fransman die deze wedstrijd wint. Hij versloeg de andere renners in een sprint bergop. Martinez was de enige die hem bij kon blijven maar moest het toch afleggen tegen zijn landgenoot. Jesús Herrada, de winnaar van 2022, eindigde deze editie als 7e.

## Uitslag
| Plaats  | Naam             | Ploeg              | tijd     |
| ------- | ---------------- | ------------------ | -------- |
| Winnaar | Victor Lafay     | Cofidis            | 4u10'31" |
| 2       | Lenny Martinez   | Groupama-FDJ       | z.t.     |
| 3       | Roger Adrià      | Equipo Kern Pharma | +2"      |
| 4       | Guillaume Martin | Cofidis            | +5"      |
| 5       | Thibaut Pinot    | Groupama-FDJ       | +8"      |
| 6       | Clément Berthet  | AG2R-Citroën       | +18"     |
| 7       | Jesús Herrada    | Cofidis            | +23"     |
| 8       | Ewen Costiou     | Arkéa Samsic       | +25"     |
| 9       | Jetse Bol        | Burgos-BH          | +39"     |
| 10      | Élie Gesbert     | Arkéa Samsic       | z.t.     |

2021 · 2022 · 2023 · 2024